# イスラーム教の祭日
イスラーム教の祭日について、イード・アル＝フィトルとイード・アル＝アドハーというイスラム教における２つの祭日がある。

## 概要
まずイド・アル=フィトルとはラマダーン(日中の間に断食を行う月)の終わり(第10月の1日から)を祝う事で、ムスリムがたいてい行事上でザカート(慈善)を与える。 一方イード・アル・アドハーとは犠牲祭を意味し第12月の10日目やその月の終わり前の４日間宴を行い祝う事を指し、ムスリムがたいていは羊肉を3部分に分割した上に、家族や友人、そして貧しい人々へそれをささげる。これらの祭日はヒジュラ暦の中の一部分であり、グレゴリオ暦よりも短い11日間であるそのヒジュラ暦がイスラーム世界の年の1つとして構成する。

グレゴリオ暦では地球が太陽の周りを運行する公転周期に土台し、3651⁄4日に近似されるのに対し、その間としてのヒジュラ暦では月が地球の周りを運行する公転周期に土台し、291⁄2日に近似される。ヒジュラ暦では29日間と30日間との月を交替する(グレゴリオ暦だと4年に一度が366日となり、いわゆる閏年である)。

## 宗教的習慣
断食

ラマダーンとはムスリムが日の出から日没まで断食をしなければならない月のことを指し、その日中の間での食物や飲料は禁止である。しかし、旅行者や赤子の妊娠あるいは看護している女性については免除される。
ハッジ

メッカへの巡礼の事を指す五行の1つである。詳細はハッジを参照。

## イスラームの祭日と関連する他日の日付カレンダー
|                                          | Hijri date                           | 1436 AH             | 1437 AH                  | 1438 AH              | 1439 AH             | 1440 AH                  |
| ---------------------------------------- | ------------------------------------ | ------------------- | ------------------------ | -------------------- | ------------------- | ------------------------ |
| イスラム教の新年                         | 1 暦                                 | 2014年10月25日      | 2015年10月14日           | 2016年10月2日        | 2017年9月21日       | 2018年9月11日            |
| アーシューラー                           | 10 暦                                | 2014年11月3日       | 2015年10月23日           | 2016年10月11日       | 2017年9月30日       | 2018年9月20日            |
| Arba'een                                 | 20か21 サファル                      | 2014年12月13日      | 2015年12月2日            | 2016年11月20日       | 2017年11月9日       | 2018年10月30日           |
| 預言者生誕祭                             | 12 ラビー・アル・アッワル (スンナ派) | 2015年1月3日        | 2015年12月23日           | 2016年12月11日       | 2017年11月30日      | 2018年11月20日           |
| 預言者生誕祭                             | 17 ラビー・アル・アッワル (シーア派) | 2015年1月8日        | 2015年12月28日           | 2016年12月16日       | 2017年12月5日       | 2018年11月25日           |
| アリー・イブン・アビー・ターリブの誕生日 | 13 ラジャブ                          | 2015年5月2日        | 2016年4月20日            | 2017年4月10日        | 2018年3月30日       | 2019年3月20日            |
| Laylat al-Mi'raj                         | 27 ラジャブ                          | 2015年5月16日       | 2016年5月4日             | 2017年4月24日        | 2018年4月13日       | 2019年4月3日             |
| Laylat al-Bara'at                        | 15 シャバーン                        | 2015年6月2日        | 2016年5月22日            | 2017年5月11日        | 2018年5月1日        | 2019年4月20日            |
| ムハンマド・ムンタザルの誕生日           | 15 シャバーン                        | 2015年6月2日        | 2016年5月22日            | 2017年5月11日        | 2018年5月1日        | 2019年4月20日            |
| 断食月の最初の日                         | 1 ラマダーン                         | 2015年6月18日       | 2016年6月6日             | 2017年5月27日        | 2018年5月16日       | 2019年5月6日             |
| Laylat al-カドル(パワーの夜)             | 19, 21, 23, 25, 27, 29 ラマダーン    | 2015年7月7-16日の間 | 2016年6月25日-7月4日の間 | 2017年6月15-24日の間 | 2018年6月4-13日の間 | 2019年5月25日-6月3日の間 |
| Chaand Raat                              | 29か30 ラマダーン                    | 2015年7月16日       | 2016年7月5日             | 2017年6月24日        | 2018年6月14日       | 2019年6月3日             |
| イド・アル＝フィトル                     | 1 シャッワール                       | 2015年7月17日       | 2016年7月6日             | 2017年7月25日        | 2018年7月15日       | 2019年7月4日             |
| ハッジ                                   | 8–13 Dhū アルḤijja                   | 2015年9月22-27日    | 2016年9月9-14日          | 2017年8月30日-9月4日 | 2018年8月19-24日    | 2019年8月9-14日          |
| Arafa日                                  | 9 Dhū アルḤijja                      | 2015年9月23日       | 2016年9月10日            | 2017年8月31日        | 2018年8月20日       | 2019年8月10日            |
| イード・アル＝アドハー                   | 10 Dhū アルḤijja                     | 2015年9月24日       | 2016年9月11日            | 2017年9月1日         | 2018年8月21日       | 2019年8月11日            |
| Eid al-Ghadeer                           | 18 Dhū アルḤijja                     | 2015年10月1日       | 2016年9月19日            | 2017年9月9日         | 2018年8月29日       | 2019年8月19日            |

1. 1 2  シーア派による第一の観測
2. ↑  アーシューラーの日の後の40日間の観測
3. ↑  いくつかのスンニー主義による観測がない
4. ↑  この日付についてのいくつかのある相違;Isra and Mi'raj.
5. ↑  十二イマーム派による第一の観測
6. ↑  27 ラマダーンでの最上の観測;Laylat al-カドル
7. ↑  南アジアでの第一の観測
8. ↑  ラマダーンの昨夜での観測;Chaand Raat.

## 明記
1. ↑  “2015 Special Islamic Days”. Islamic Finder. 2015年11月7日閲覧。
2. ↑  “Gregorian/Hijri Calendar for 1436”. Islamic Finder. 2015年11月7日閲覧。
3. ↑  “2016 Special Islamic Days”. Islamic Finder. 2015年11月7日閲覧。
4. ↑  “Gregorian/Hijri Calendar for 1437”. Islamic Finder. 2015年11月7日閲覧。
5. ↑  “2017 Special Islamic Days”. Islamic Finder. 2015年11月7日閲覧。
6. ↑  “Gregorian/Hijri Calendar for 1438”. Islamic Finder. 2015年11月7日閲覧。
7. ↑  “2018 Special Islamic Days”. Islamic Finder. 2015年11月7日閲覧。
8. ↑  “Gregorian/Hijri Calendar for 1439”. Islamic Finder. 2015年11月7日閲覧。
9. ↑  “2019 Special Islamic Days”. Islamic Finder. 2015年11月7日閲覧。
10. ↑  “Gregorian/Hijri Calendar for 1440”. Islamic Finder. 2015年11月7日閲覧。